# Praga BH-44
Il Praga BH-44 era un caccia biplano monomotore monoposto costruito in Cecoslovacchia dall'azienda ČKD-Praga alla metà degli anni trenta del XX secolo e rimasto allo stadio di prototipo.

## Storia del progetto
In seguito alla richiesta per un nuovo caccia emessa nel 1931 dalla Češkoslovenske Vojenske Letectvo la direzione tecnica dell'azienda aeronautica ČKD-Praga, diretta dagli ingegneri Pavel Beneš e Miroslav Hajn, progettò un nuovo velivolo che fu designato BH-44. Alla competizione parteciparono anche l'Avia B-34 e il Letov Š-231.

## Descrizione tecnica
Aereo da caccia, biplano, monoposto monomotore. La configurazione alare era biplana con ali di uguale apertura, costruite in legno, leggermente sfalsate in avanti e senza freccia. L'ala era costituita da due longheroni, rivestita in compensato. La corda alare era in gran parte costante, e le ali terminavano con punte ellittiche marcate. Esse erano collegate tra loro da una coppia di montanti interalari a N per semiala, inclinati verso l'esterno e rinforzati con fili metallici. L'ala superiore era collegata alla fusoliera da due montanti di rinforzo a N in prossimità dell'abitacolo. Alettoni Frise, costruiti in legno e rivestiti in tela, aerodinamicamente bilanciati coprivano quasi tutto il bordo d'uscita dell'ala inferiore. L'impennaggio di coda era costruito in legno e compensato,  rivestito in tela, con piano regolabile in volo.
La fusoliera era costruita attorno a una struttura rettangolare in tubo d'acciaio, rivestita in duralluminio fino all'abitacolo del pilota, e poi in tela. La cabina di pilotaggio, aperta, era posizionata ben dietro le ali. Il carrello di atterraggio era triciclo, posteriore, fisso, con le gambe principali carenate, così come le ruote.  Il pattino di coda era dotato di ammortizzatore.
La propulsione era assicurata da un motore Praga ESV a 12 cilindri a V,  raffreddato a liquido, erogante la potenza di  650 CV (478 kW), ed azionante un'elica bipala metallica a passo variabile in volo.  Il radiatore di raffreddamento del liquido a nido d'ape, era posizionato immediatamente dietro l'elica, e aveva forma di ferro di cavallo. Il serbatoio di carburante principale, da 223 litri, di trovava nella parte inferiore della fusoliera, mentre quello di riserva, da 34 litri, si trovava all'interno dell'ala superiore. Il serbatoio dell'olio aveva una capacità di 25 litri.
L'armamento era composto da due mitragliatrici fisse ČZ vz. 28 calibro 7,92 mm (0,312 pollici) sparanti attraverso l'elica tramite un dispositivo di sincronizzazione. Il BH-44 era dotato di apparato radio ricetrasmittente e sistema di erogazione dell'ossigeno  Fritsch-Eckhart. La corsa di decollo era di 150 m, quella di atterraggi di 250 m, mentre l'aereo saliva a 5.000 m in 10 minuti. La velocità di stallo era di 120 km/h.

## Impiego operativo
Il prototipo del BH-44 andò in volò il 19 luglio 1932, equipaggiato con un motore Praga ESV, che alla quota di volo erogava una potenza massima di 500 CV, ben inferiore a quella dichiarata dal produttore, 650 CV. Con l'aumentare dell'altitudine, la potenza continuava a diminuire.
Il modello raggiunse una velocità massima inferiore a quella dei concorrenti. Durante i test comparativi del tipo con lo Š-231 e il B-534, il primo prototipo precipitò al suolo il 27 ottobre 1933 durante un tentativo di uscire da una vite piatta. Il suo pilota, il tenente Touš, rimase ucciso. Lo sviluppo del caccia continuò con la costruzione del secondo prototipo (all'epoca i progettisti Pavel Beneš e Miroslav Hajn avevano già lasciato l'azienda). Il secondo prototipo andò in volo per la prima volta nell'aprile del 1934 dotato di un motore Praga ESVK che, grazie a un compressore, sviluppava una potenza di 650 cavalli. Tuttavia anche con il motore ESKV le prestazioni rimasero deludenti. La fabbrica ČKD-Praga cercò di procurarsi un motore più moderno, inizialmente l'Avia Vr-36, ma ciò fu impedito dal proprietario dell'Avia, il gruppo Škoda. Successivamente, nell'ottobre del 1934, installò sul prototipo un motore britannico Rolls-Royce  Kestrel VII da 650 CV. Purtroppo il motore Kestrel di importazione ebbe seri problemi a funzionare con la miscela standard benzina-alcool usata dell'aeronautica militare cecoslovacca, la BiBoLi. Vincitore del concorso fu quindi dichiarato lo Avia B-34.

## Versioni
- BH-244: progetto di una versione con  motore Gnome-Rhône 14K. Non realizzata.
- BH-344: progetto di una versione con  motore Hispano-Suiza 12Ybrs. Non realizzata.

## Utilizzatori
Cecoslovacchia
- Češkoslovenske Vojenske Letectvo